# 茨维特科维奇-马切克协议
茨维特科维奇-马切克协议是各方就南斯拉夫王國内部划分问题所进行的政治妥协。1939年8月26日，南斯拉夫首相德拉吉莎·茨维特科维奇与克罗地亚族政客武拉德科·马切克签订协议。协议签订后，克羅地亞省成立。这在实际上就相当于在单一制的南斯拉夫国家内部创建了一个自治的克罗地亚族子国家，这是克罗地亚政客们自1918年塞尔维亚人、克罗地亚人和斯洛文尼亚人王国成立起就一直追寻的目标。